# Прага BH-36
Прага BH-36 (чеш. Praga BH-36) (алиас Прага E-36) је чехословачки вишенаменски, двоседи, једномоторни двокрилац ловац-бомбардер. Први лет авиона је извршен 1934. године.

## Пројектовање и развој
Министарство Народне Одбране Чехословачке је 1932. године расписало је конкурс за нови лаки извиђачко-бомбардерски авион који би заменио застареле Аеро А-11, Летов С-16 и Аеро АП-32. На конкурсу су учествовале компаније Летов, Аеро и Прага. 
Те године је у Прагу прешао пројектантски тим из Авие на челу са инж. Бенеш и Хајн а пројекат назван БХ-36 (или Е-36 ), им је био први пројект у Праги а завршен је 1934. године.
Био је то двосед са отвореним кокпитом двокрилац наоружан са два фиксна са елисом синхронизована митраљеза и једним покретним митраљезом на обртном постољу у задњем кокпиту. BH-36 је поред стрељачког наоружања могао да носи до 800 kg бомби. Авион је по својој конструкцији много подсећао на авионе Авија BH-26 и Авија BH-28 које је овај инжењерски тандем конструисао док је радио за Авију.
Прототип је први пут полетео 20. марта 1934. године. током опитовања летелица је показала све своје квалитете. Пилоти су похвалили BH-36, посебно истичући управљивост авиона – готово на нивоу ловца. Али упркос свим ласкавим оценама, авион није прихваћен због кашњења. На такмичењу 1933. године проглашен је победник Аеро А.100, а пројекат BH-36 је пропао.

## Технички опис
Труп је дрвене конструкције обложен алуминијумским лимом (мотор и део авиона ко првог кокпита а остали део трупа је обложен платном, елиптичног попречног пресека са зарављеном доњом страницом трупа. Конструкција трупа је била класична дрвена просторна решетка чија су поља укрућена жичаним дијагоналама. Носач мотора је направљен од заварених челичних цеви. У трупу се налазила два отворена кокпита за пилота и стрелца. Пилот је био заштићен ветробранским стаклом. На другом кокпиту се налазило постоље за покретни митраљез. Резервоар за гориво се налазио између мотора и кокпита. Други резервни резервоар се налази на споју горњих крила.
Погонска група се састојала од 12-то цилиндричног мотора V- распореда цилиндара, течношћу хлађен  (licenca Hispano-Suiza 12Nbr) снаге 478 kW  (650 KS). На вратилу мотора се налазила двокрака дрвена вучна елиса са фиксним кораком. Испод мотора се налазио хладњак расхладне течности мотора. Хладњак је био заштићен шалузином помоћу које се могао регулисати проток расхладног ваздуха кроз хладњак.
Горње крило му је дводелно правоугаоног облика са полукружним завршетком и мале дебљине. Конструкција крила је дрвена са две рамењаче и ребрима а пресвучена су импрегнираним платном. Горње и доње крило су истог размаха. Полукрила (лево и десно) су спојена са металним резервоаром који је балдахином причвршћен за труп авиона. Доње крило је исте конструкције као и горње и има позитиван диедар. Крила су међусобно повезана са по једном упорницама са сваке стране од метала аеродинамички обликованих у облику ћириличног слова И и жичаним затезачима унакрсно постављених. Елерони се налазе и на горњим и доњим крилима, међусобно повезана крутом везом. Конструкција им је дрвена, облога је од платна. Управљање елеронима је помоћу сајли за управљање.
Репне површине Авион има два хоризонтална и један вертикални стабилизатор на које су прикачена кормила дубине и правца. Сви елементи репа авиона имају дрвену конструкцију и облогу од импрегнираног платна. Хоризонтални стабилизатори су са доње стране косим упорницама били ослоњени на доњи део трупа а са горње стране жичаним затезачима били везани за вертикални стабилизатор.
Стајни трап је фиксан. Главни точкови стајног трапа се налазе на међусобно независним ногама која су причвршћени за крила. Конструкција стајног трапа је од челичних цеви, ноге су опремљене амортизерима а точкови и ноге су обавијени аеродинамичким плаштом. Размак између точкова је велик што обезбеђује авиону већу стабилност при слетању и узлетању као и при рулању по неравном тлу. На репу се налази еластична дрљача као трећа ослона тачка авиона

## Наоружање
| Наоружање авиона: Прага        |                                   |
| Ватрено (стрељачко) наоружање  |                                   |
| Топ                            |                                   |
| Митраљез                       |                                   |
| Број и ознака митраљеза        | 2 х vz.28 fiksni; 1 x vz.28 pokr. |
| Калибар                        | 7,92                              |
| Бомбардерско наоружање (бомбе) |                                   |
| Укупна маса                    | 800                               |
| Ракетно наоружање (ракете)     |                                   |

## Верзије
Направњен је само један примерак овог авиона (прототип).

## Оперативно коришћење
Нема података о оперативном коришћењу овог авиона.

## Земље које су користиле авион
- Чехословачка